# NGC 4614
NGC 4614 (również PGC 42573 lub UGC 7851) – galaktyka spiralna z poprzeczką (SB0-a), znajdująca się w gwiazdozbiorze Warkocza Bereniki. Odkrył ją Heinrich Louis d’Arrest 9 maja 1864 roku. Jest to galaktyka z aktywnym jądrem zaliczana do galaktyk Seyferta.